# نانسی وین بولتون
 نانسی وین بولتون (انگلیسی: Nancye Wynne Bolton؛ زاده ۲ دسامبر ۱۹۱۶ درگذشته ۹ نوامبر ۲۰۰۱) یک تنیس‌باز اهل استرالیا بود.